# ズメルカ山
ズメルカ山（ギリシア語: Τζουμέρκα, Tzoumerka）またはアタマニカ山（ギリシア語: Αθαμανικά, Athamanika）は、ギリシャ北西部のピンドス山脈にある山塊。最高地点はカカルディツァ山の2429メートル。南北40キロメートル、東西15から20キロメートルにわたって連なる山々の総称である。国道30号線（アルタ - トリカラ - カルディツァ - ヴォロス）がズメルカ山を通る唯一の主要道路となっている。
アルタ県、ヨアニナ県、カルディツァ県、トリカラ県の境界地帯に位置する。北ズメルカ、中央ズメルカ、ピリ、アルギテアの各市が管轄する。
人口密度は希薄で、山麓は森林が占めるが、標高が上がるにつれて灌木から草地、むき出しの岩肌に変化する。ズメルカ山の西側はアラフトス川水系、東側はアヘロオス川水系である。
第二次世界大戦中、アタマニカ山中は民族協和ギリシャ連盟 (EDES) の重要拠点であった。